# Mai 1936

## Événements
- Début de la grande révolte arabe de 1936-1939 en Palestine mandataire. À partir de mai, la violence urbaine s’étend aux campagnes. Des bandes rurales attaquent les britanniques et les sionistes et sont rejoints par quelques centaines de volontaires syriens, anciens de la grande révolte de 1925. La répression britannique est modérée au début. Londres promet l’envoi d’une commission d’enquête après l’arrêt des troubles et accepte la médiation des gouvernements arabes d’Arabie saoudite, d’Irak et de Transjordanie, qui appellent à la fin de la grève. Le comité suprême arabe accepte en échange d’un soutien des pays arabes face aux Britanniques.

- 6 mai : ligne Francfort-New York du dirigeable Hindenburg LZ 129.

- 10 mai : 
  - Victoire du parti nationaliste Wafd aux législatives en Égypte. Mustafa el-Nahhas pacha fonde un troisième gouvernement d’union nationale. Il engage immédiatement des négociations avec les Britanniques en vue de la conclusion d’un traité.
  - Manuel Azaña devient président de la république espagnole.
  - Grand Prix automobile de Tripoli.

- 11 au 25 mai, France : début d'un vaste mouvement de grèves générales dans tous les secteurs, avec occupations des usines ; 70 000 grévistes en mai et deux millions en juin.

- 12 mai : premier vol du prototype du chasseur lourd allemand Messerschmitt Bf 110 baptisé Zerstörer.

- 16 mai : José Luis Tejada Sorzano est renversé en Bolivie. Germán Busch Becerra le remplace le 22 mai et un gouvernement d’inspiration fasciste dirigé par José David Toro s’installe.

- 17 mai : Grand Prix automobile de Tunisie.

- 19 mai :
  - Portugal : création de la Jeunesse portugaise (Mocidade Portuguesa).
  - Premier vol du prototype Consolidated XPBY-1 Catalina.

- 22 mai : création de la compagnie aérienne irlandaise Aer Lingus à partir de l'Irish Sea Airways.

- 24 mai, France : défilé de soutien au Front populaire pour commémorer la Commune de Paris.

- 26 mai, France : près de 100 000 ouvriers métallurgistes sont en grève.

- 27 mai : publication de l'article Tout est possible ! de Marceau Pivert, où il propose de transformer le mouvement populaire en révolution sociale.

- 30 mai : 500 miles d'Indianapolis

- 31 mai : Grand Prix automobile des Frontières.

## Naissances
- 3 mai : Charles-Ferdinand Nothomb, homme politique belge († 19 avril 2023).
- 4 mai : El Cordobés (Manuel Benítez Pérez), matador espagnol.
- 8 mai : James R. Thompson, personnalité politique américaine († 14 août 2020).
- 9 mai : Ernest Shonekan, homme d'état du Nigeria († 9 janvier 2022).
- 10 mai : John Ostashek, premier ministre du Yukon († 10 juin 2007).
- 11 mai : Carla Bley, pianiste et compositrice de jazz américaine († 17 octobre 2023).
- 12 mai : Frank Stella, artiste américain († 4 mai 2024).
- 14 mai : Aline Chaîné, femme de Jean Chrétien († 12 septembre 2020).
- 15 mai : Milan Kymlicka, compositeur.
- 16 mai : Karl Lehmann, cardinal allemand, évêque de Mayence.
- 17 mai : Dennis Hopper, acteur et réalisateur américain († 29 mai 2010).
- 18 mai : Popeck, humoriste et acteur français.
- 21 mai : François Bussini, évêque catholique français, évêque émérite d'Amiens.
- 25 mai : Alphonse Georger, évêque catholique français, évêque d'Oran (Algérie).
- 27 mai : Louis Gossett Jr., acteur américain († 29 mars 2024).
- 30 mai : Keir Dullea, acteur américain.

## Décès
- 7 mai : Isidore-Noël Belleau, homme politique québécois.
- 16 mai : Albert Nikolaïevitch Benois, aquarelliste russe (° 14 mars 1852).